# Austin Princess
Austin Princess — сімейство представницьких автомобілів, що виготовлялось компанією Austin та її дочірнім підприємством Vanden Plass впродовж 1947—1968 рр.
Автомобілі продавались під марками Princes та Vanden Plas. 
Назва Princes також використовувалась на:
- люксових версіях автомобілів середнього класу (Е) BMC: Austin Westminster, Vanden Plas Princess та Wolseley 6/99-6/110 (з жовтня 1959 р.);
- люксовій версії Austin/Morris 1300 (з жовтня 1962 р.);
- масових сімейних автомобілях компанії Layland, колишніх представниках компаній Austin, Morris та Wolseley, що носили індекси 1800/2200 (з вересня 1975 р.).[2]

## Назва

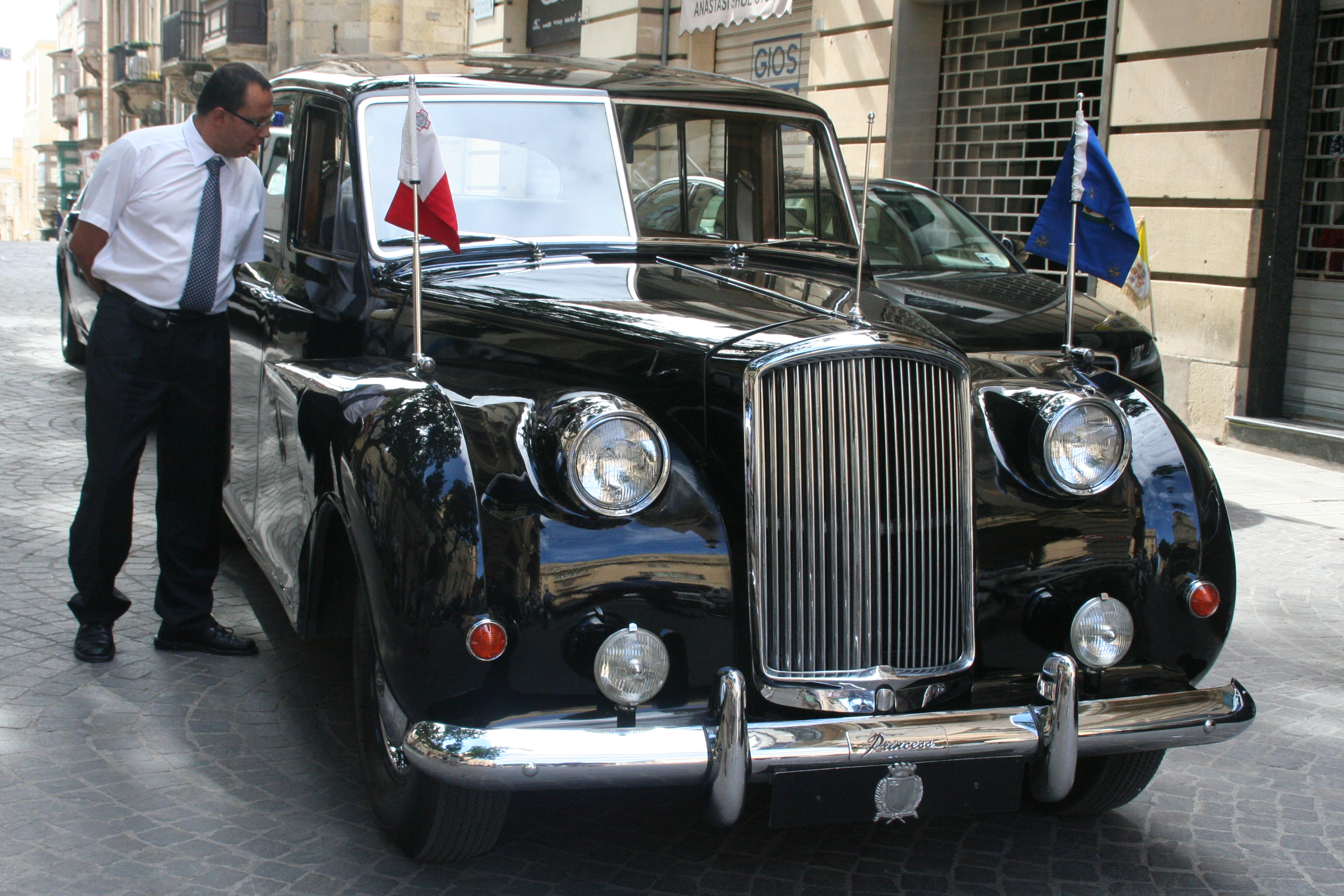
Автомобіль президетна Мальти

Перший Austin Princess A120 був представлений у 1947 р, ставши найдорожчою флагманською моделлю Austin. Водночас з'явився Austin Sheerline А110 (розроблений під час війни) з тим самим шасі. Однак потужність двигуна останнього була на 10 к.с. меншою через один карбюратор. Обидва автомобілі мали масивні на вигляд кузови. Кузов седан (або лімузин) моделі Princess A120 виконувався компанією Vanden Plas. Лімузин (DM) мав перегородку з відсувним склом між водієм та задніми пасажирами та відкидні столики. Седани (DS) стали популярними представницькими автомобілями. Чимало автомобілів Princess (як і Sheerline) купували для церемоній чи брали в оренду. Стандартний седан мав масу близьку 2 т, довжину 5105 мм (16 футів та 9 дюймів), ширину 1,86 м (6 футів та 1¼ дюйма) при колісній базі 3080 мм (10 футів та 1¼ дюйма) (короткий варіант).
Впродовж виробництва Princess вдосконалювався, умовно, існувало три покоління: Mark I (A120), Mark II (A135) та Mark III. Найбільшою зміною було введення довгобазої версії у 1952 р. з довшим кузовом та сімома місцями. Незважаючи на кузов, ходова частина змінилась не суттєво, не кажучи вже про двигун. Характерна решітка радіатора й окремі крила створювали доволі старомодний вигляд. Хоча, в порівнянні з тодішніми Bentley та Rolls-Royce, автомобіль виглядав прогресивніше, а його ціна становила близько 2/3 ціни Роллс-Ройса.
З серпня 1957 р. з назви зникло слово Austin, тож автомобіль могли продавати через мережу Nuffield. З травня 1960 р. до назви Princess додали Vanden Plas.

## Austin Princess I, II та III
У 1947 р. Austin розробили два майже однакових шасі, одне для А110 (пізніше А125 Sheerline, що повністю виготовлялося на заводі в Лонгбриджі) і одне для А120 (пізніше А135), що використовувалось для виробництва автомобілів на заводі в Кінгсбурі (Північний Лондон).
Хоч Vanden Plas був власністю Austin і механічні частини автомобілів були ідентичними, Princess був флагманом, з більшим використанням шкіри, хутра та горіхового шпону в салоні.
Базовим двигуном був 3,5-літровий шестициліндровий рядний. З наступними модифікаціями його робочий об'єм збільшили до 4 л.
Princess часто виготовляли на замовлення.
Покупцю пропонувалось обирати між різними кольорами та рядом налаштувань.
Сюди відносились два чи три карбюратори, один чи два випускні колектори.
Попри кілька карбюраторів витрата палива не перевищувала 12-14 миль на галон. Однак один карбюратор сприяв більшій ощадності.
Як на автомобіль таких габаритів, його динамічні характеристики були доволі хороші — максимальна швидкість 90 миль/год (140 км/год), розгін від 0 до 60 миль (97 км/год) за 20 с.
У 1950 р. з'явилась версія лімузин.
Довжина шасі та простір салону збільшились, що дало змогу розмістити пару відкидних сидінь. Перегородка була стандартною.
Усі ці ранні автомобілі сьогодні надзвичайно рідкісні, особливо седани.
Наприкінці 1950-х багато седанів використовувались як таксі, причому з дизельними двигунами.
Зрідка встановлювали шестициліндровий 3993 см3 двигун, як на капотних вантажівках Austin та Morris.
Протягом існування цієї моделі (у 1952 р.) Austin став частиною British Motor Corporation (BMC).

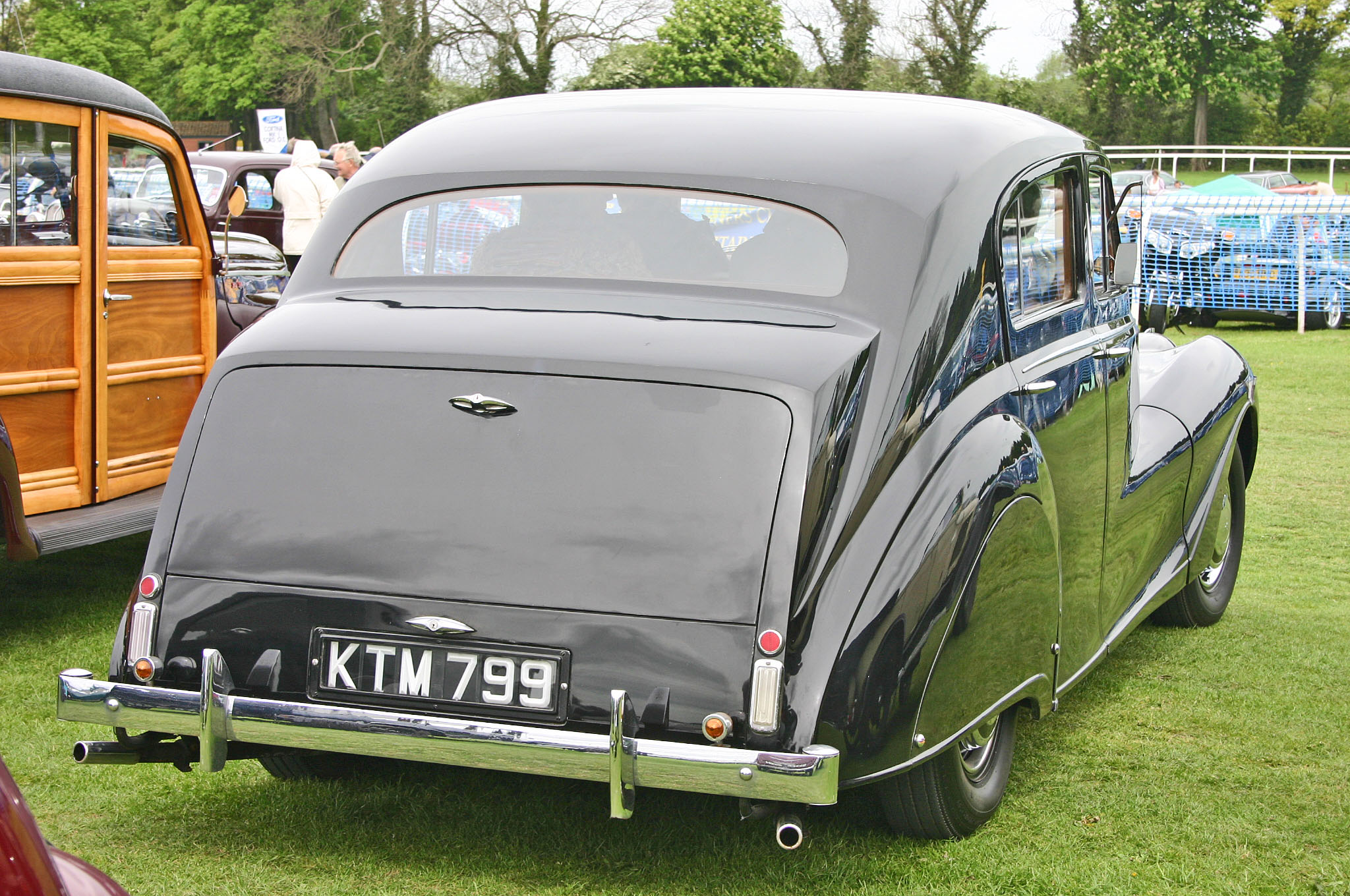
Austin A135 Princess II (DS3)

## Austin Princess IV та Princess IV
Austin Princess IV з'явився у 1956 р. Автомобілі з кузовами седан та турінг-лімузин, що стали заміною Sheerline та А135, залишались у виробництві тільки до 1959 р. Всього було виготовлено 200 автомобілів.
Останній А135 Mark 3 коштував як 5 малолітражних Austin A30.
Новий 4-ий коштував вже 6,5 малолітражок, завдяки чому втратив попит.
У серпні 1957 р., коли назва Austin зникла, автомобіль називався просто Princess IV, що давало змогу продавати його як дилерам Morris так і Austin.
На початку лютого 1959 р. The Times протестувала Princess IV й виклала доволі детальний звіт.
Виробництво Princess IV припинилось у 1959 р. Його заміною став набагато менший Austin Westminster, що коштував трохи більше 40 % від попередника.
3 жовтня 1958 р. Austin Princess IV (№ 1703) протестував журнал The Autocar.
Потужність двигуна становила 150 к.с., максимальна швидкість 98,7 миль/год.
|  |

## Austin Princess, Princess та довгобазий лімузин Vanden Plas Princess (або седан)
Довгобазий седан Austin A135 Princess (DS6) та лімузин (DM4) з'явились у 1952 р. З 1956 р. автомобілі комплектувались автоматичною коробкою передач та підсилювачем керма від Princess IV. Назва змінилась з Austin на Princess у серпні 1957 р., а з липня 1960 р. на Vanden Plas. Моделі з довгою базою Vanden Plas Princess 4-litre Limousine продовжували виготовляти у незначних кількостях до 1968 р.
Будучи в складі British Leyland Daimler DS420 (на базі Jaguar-X) виготовлявся на заводі Vanden Plas у Кінгсбурі, після чого змінив Vanden Plas Princess новим модельним рядом.
Передбачалось, що у 1966 р. British Motor Holdings придбають BMC та Jaguar і зупинять розвиток Vanden Plas та його наступників.
Лімузин зі значною кількістю полірованого дерева, килимків, радіоприймачем та клавішами в підлокітнику.
Серед значного переліку наявних доповнень були монограми та флагшток.
Крім перегородки в салоні, для водія пропонувався телефон для зв'язку з пасажирами.
Водійське сидіння мало шкіряну оббивку, хоча задні сидіння оббивались тканиною, що характерно для багатьох престижних автомобілів того часу.
Хоч і тканина була менш надійною за шкіру, вона менше стирала одяг пасажирів.
Два додаткових сидіння відкидались з підлоги.
Автомобіль мав незалежну пружинну підвіску спереду та напівеліптичні ресори і стабілізатор (поперечної стійкості) ззаду.
Кермовий механізм черв'як-шип комплектувався додатковим підсилювачем.
Випробуваний у 1953 р. журналом The Motor довгобазий лімузин Austin A135 Princess мав максимальну швидкість 79 миль/год (127 км/год), розгін 0—60 миль/год (97 км/год) за 23,3 с.
Витрата палива становила 15,1 миль на імперський галон (18,7 л/100 км, 12,6 милі на амер. галон).
Тестовий автомобіль коштував £2480 (разом з податками). 

У 1962 р. згаданий британський журнал випробував лімузин з автоматичною коробкою передач. Його максимальна швидкість склала 86,2 милі/год (138,7 км/год), розгін 0—60 миль/год (97 км/год) за 23,5 с. Витрата палива — 15,8 миль на імперський галон (17,9 л/100 км, 13,2 милі на амер. галон). Разом з податками тестовий автомобіль коштував £3,473.

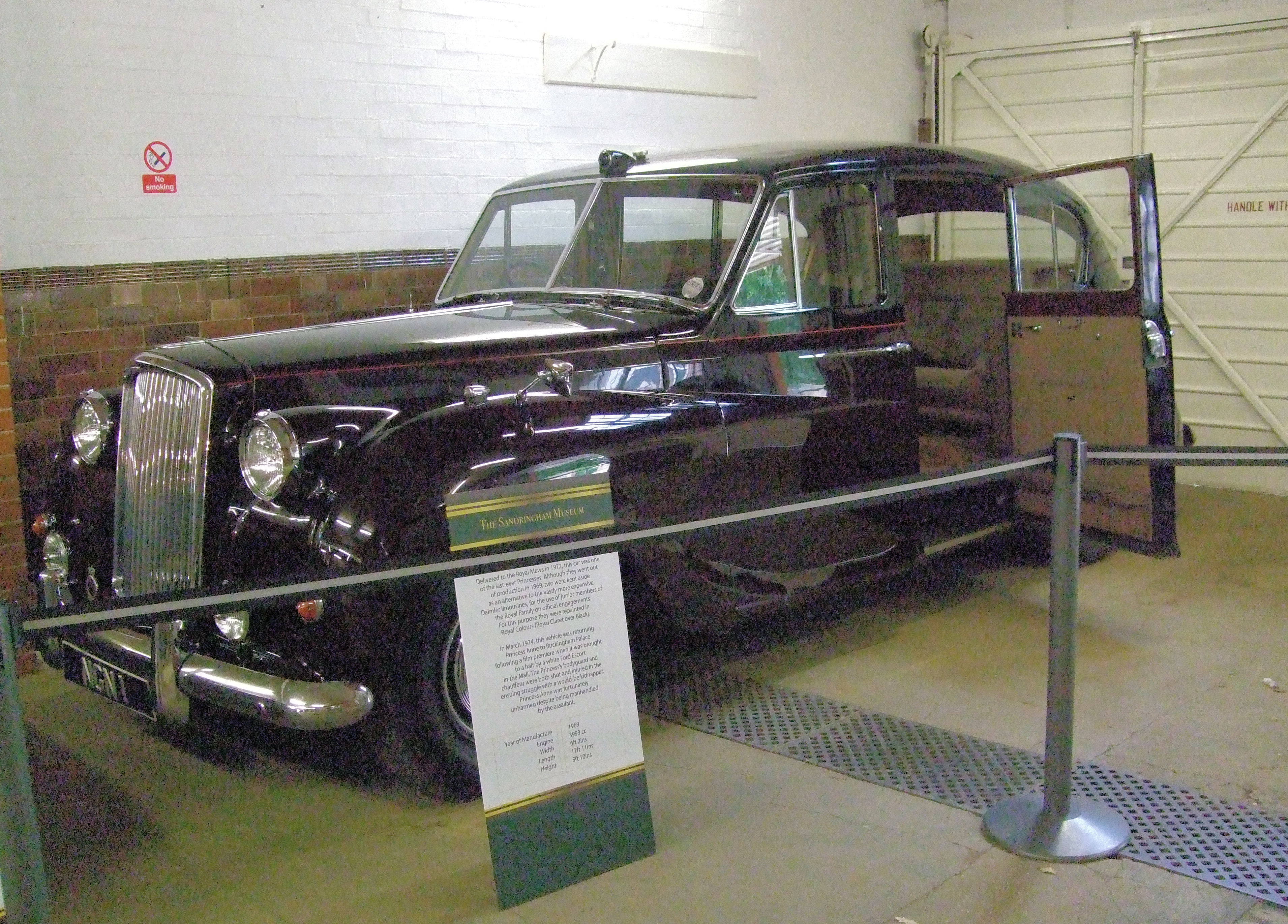
Princess у Сандрингемському палаці. 1969 р.
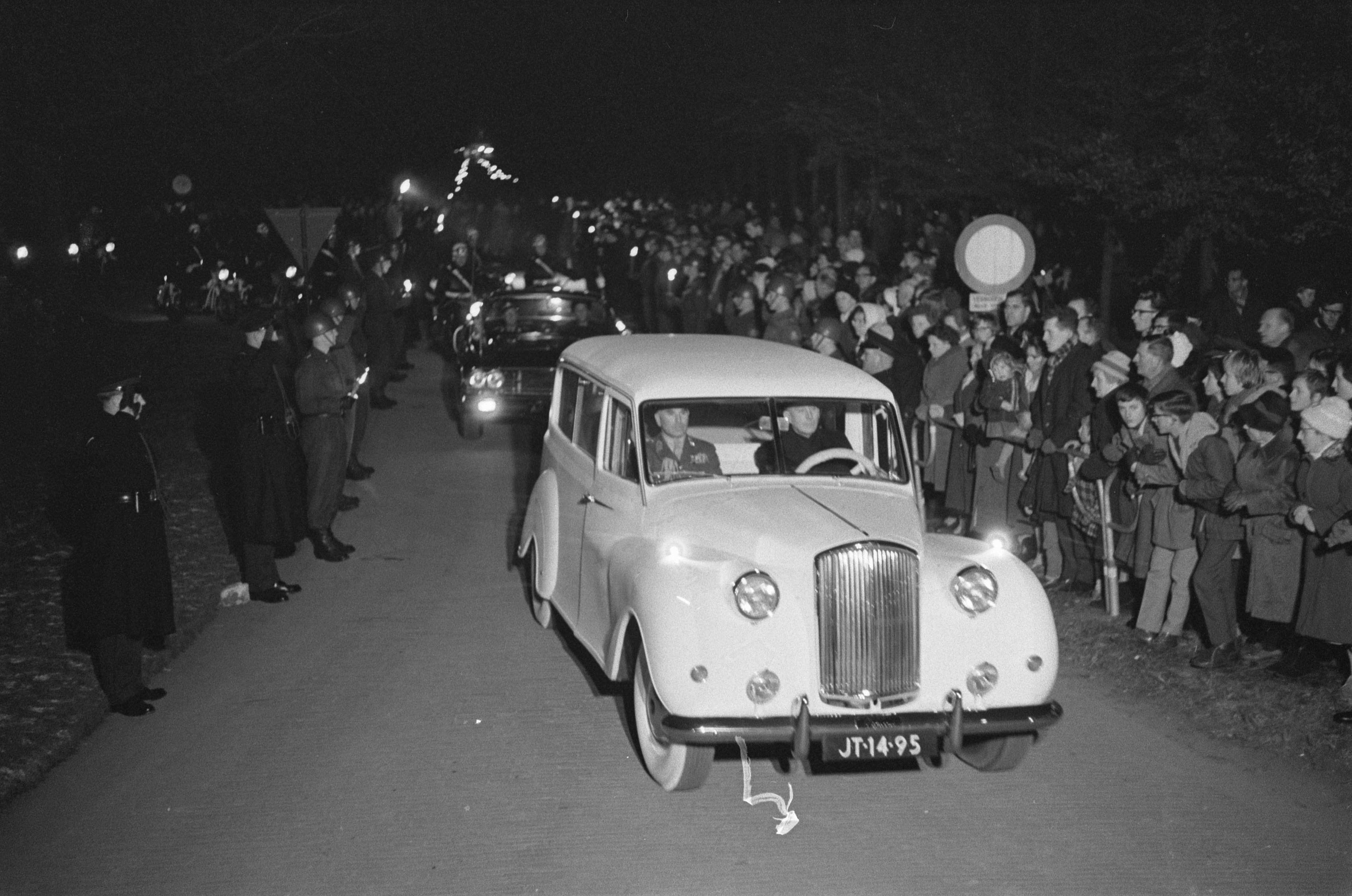
Похорони королеви Нідерландів Вільгельміни. 1962 р.
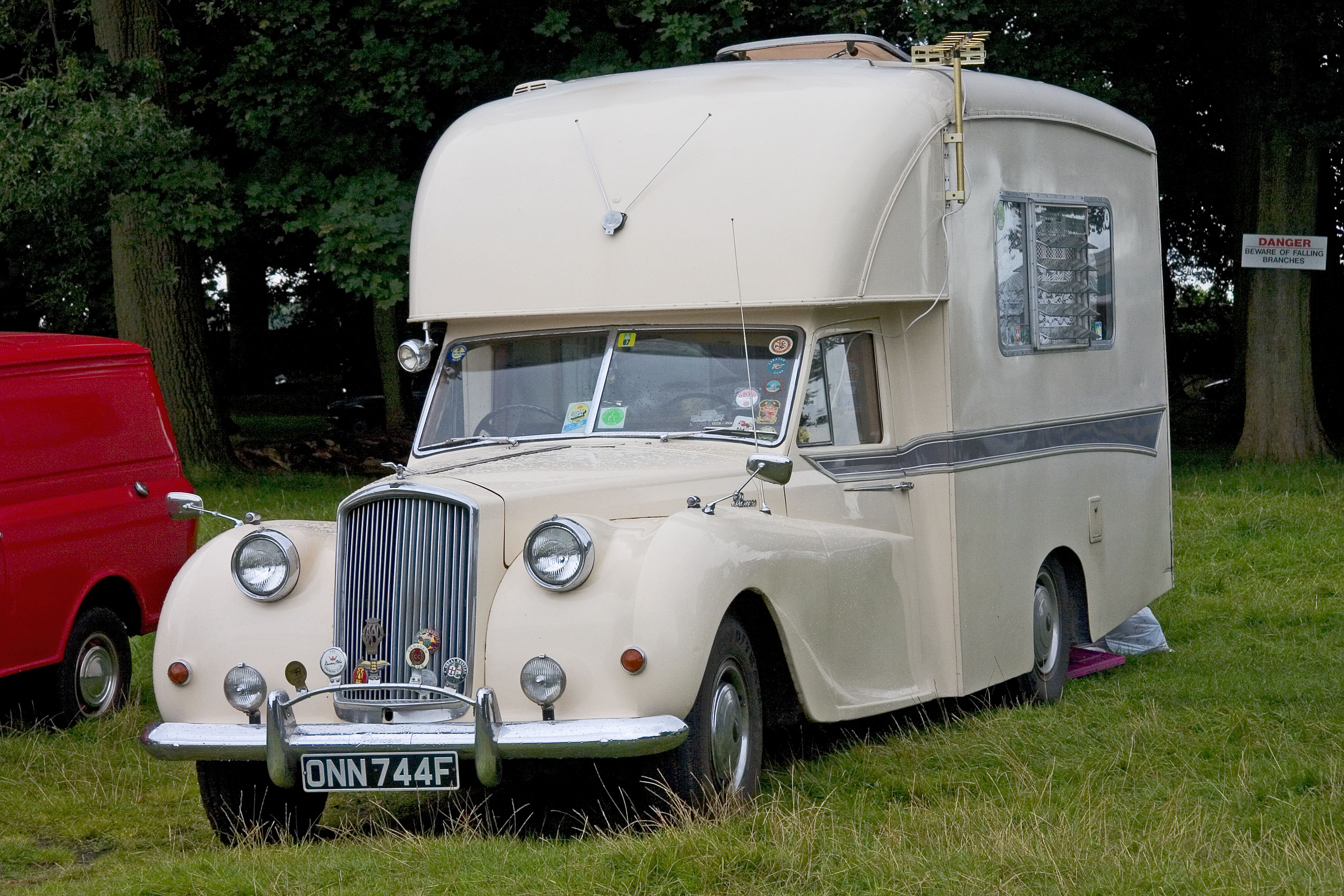
Пересувний будинок на базі Princess DM4

## Vanden Plas Princess 1100/1275/1300

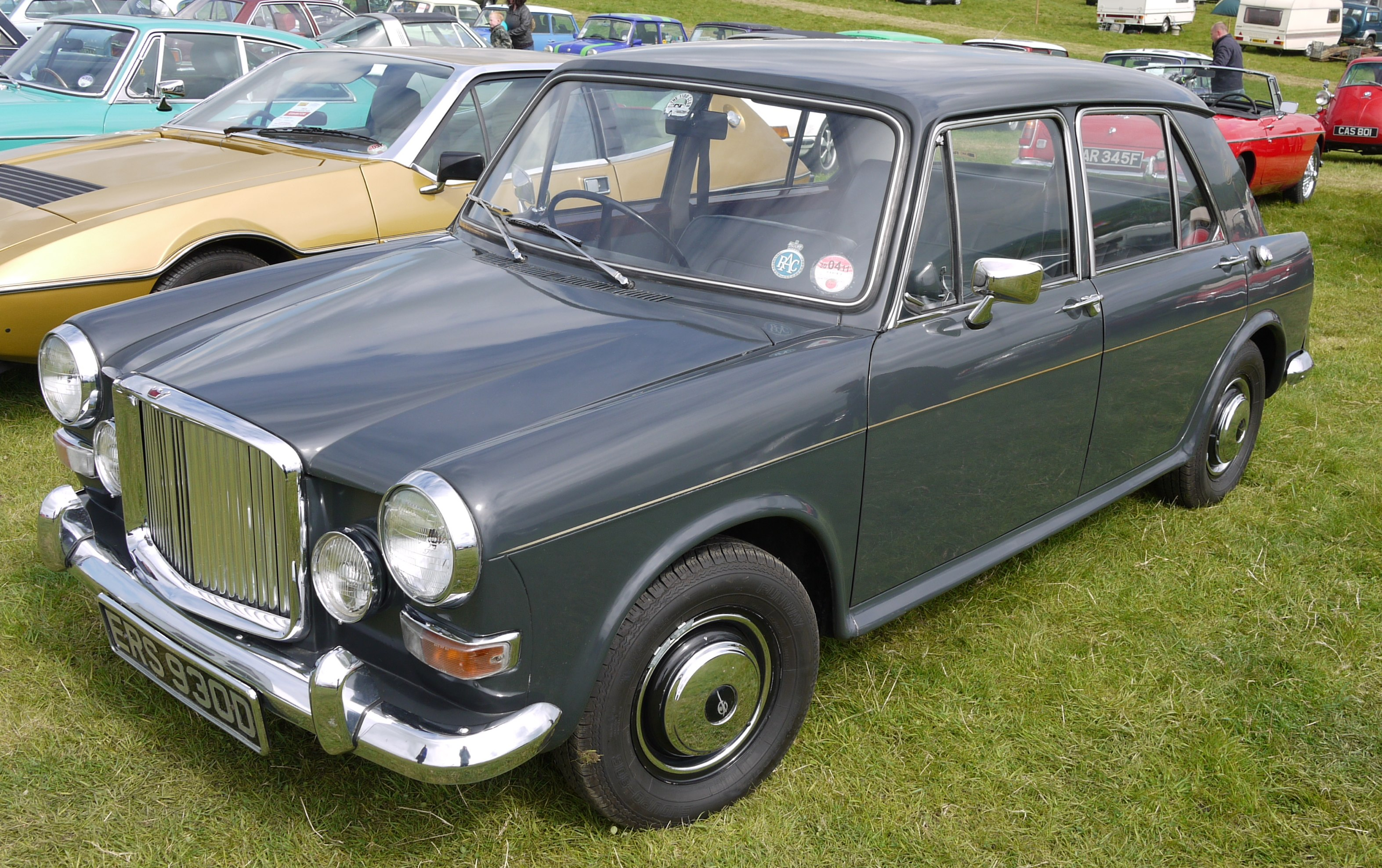
Vanden Plas Princess 1100

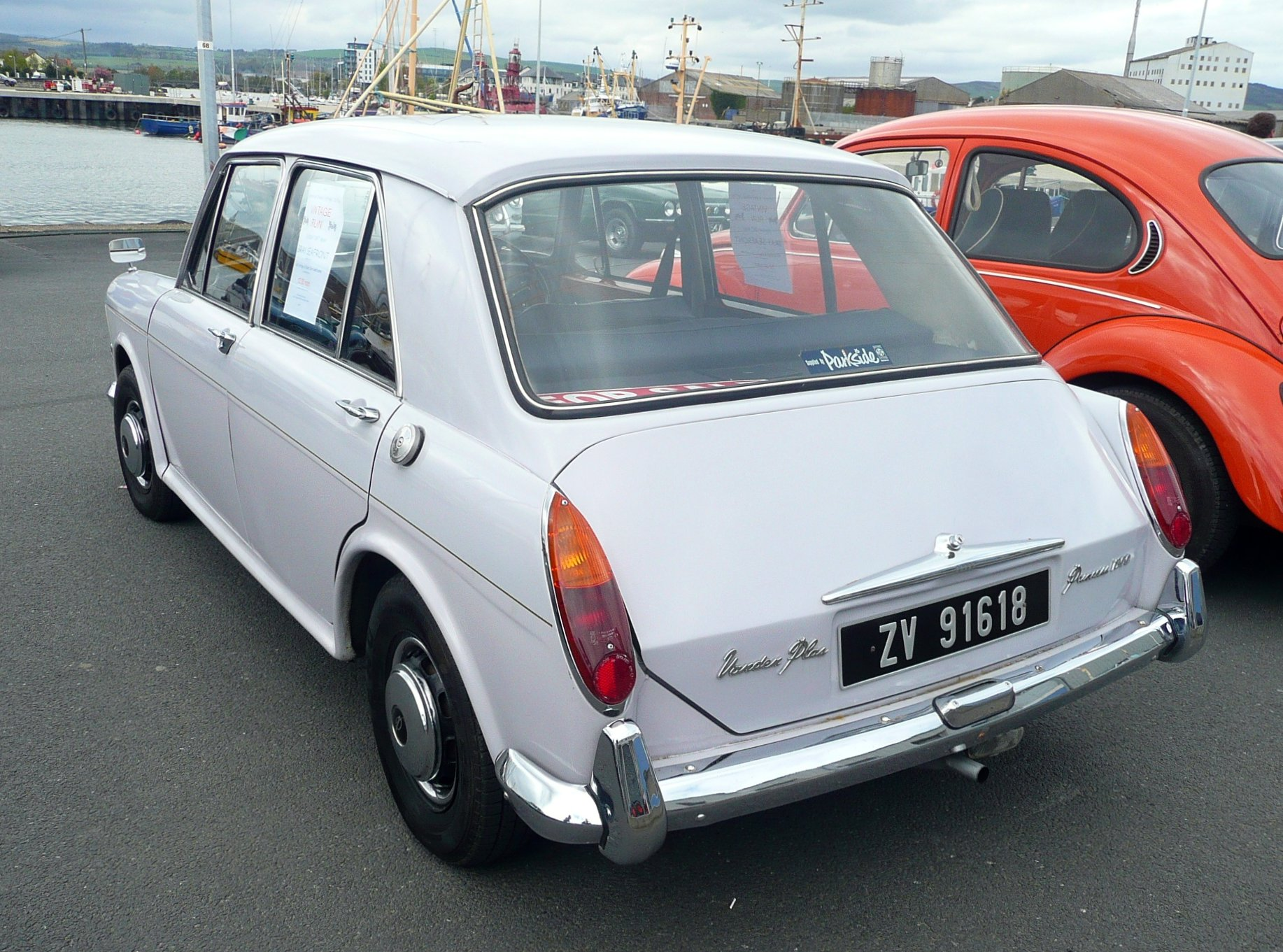
Vanden Plas Princess 1300

У 1963 р. було представлений люксовий варіант BMC ADO16 як Vanden Plas Princess 1100. Виробництво Princess 1100 та наступних моделей 1275 і 1300 завершилось у 1974 р. Загалом було випущено 43741 автомобіль.

## Princess (ADO71)

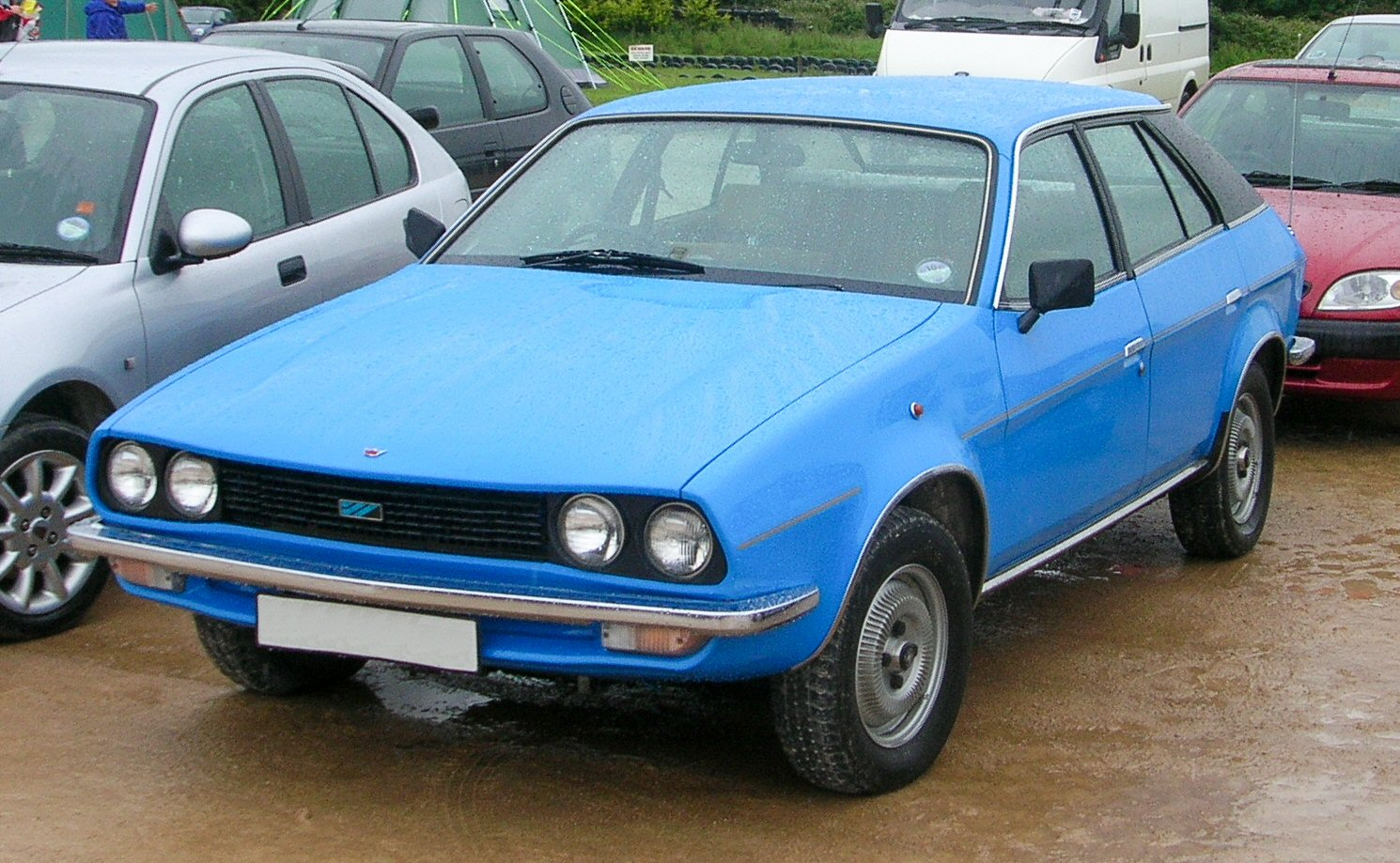
Princess 2 HL (1979)

Останніми назву Princess носили Princess 1800/2200 (1975—1978) та Princess 2 1700/2000/2200 (1978—1981).
На внутрішньому ринку автомобілі не називались «Остінами» (на відміну від ринку Австралії).
Хоча в перший рік виробництва носили різні назви: Austin, Moris та Wolseley 18-22.
Наступником у 1982 р. став Austin Ambassador, що завершив існування марки Princess.
Однак назва Vanden Plas використовувалась на люксовій версії Rover SD1.